# Khủng hoảng chính trị
Khủng hoảng chính trị là sự bất ổn chính trị diễn ra trong một đất nước có nguyên nhân từ mâu thuẫn giữa các đảng phái chính trị, giữa các giai cấp, giữa các sắc tộc, giữa các tầng lớp xã hội, xoay quanh vấn đề giành chính quyền; duy trì và sử dụng quyền lực nhà nước; tham gia vào công việc của nhà nước hoặc xác định hình thức tổ chức, nhiệm vụ, nội dung hoạt động của nhà nước. Khủng hoảng chính trị có thể diễn ra dưới hình thức bạo động hay bất bạo động.

## Nguyên nhân
Bản chất cốt lõi của chính trị là có chính quyền bằng việc nắm quyền lực Nhà nước một cách chính danh: Hành động trên cơ sở đúng hiến pháp, được nhân dân bầu chọn chính thống, các quốc gia trên thế giới công nhận hợp pháp. Chỉ một trong ba điều trên vi phạm thì có thể một lực lượng được lên nắm chính quyền nhưng đều gây ra những bất ổn và mâu thuẫn nội tại trong ngoài triền miên, nên thực tế không có ích gì cho đất nước khi nó tiếp tục tồn tại ngoại trừ nó cố giữ quyền lực vì chính nó. Nhưng có chính quyền có được cả ba điều trên rồi, nhưng chính quyền vẫn có thể tự gây ra khủng hoảng chính trị. Thực tế lịch sử cho thấy: các khủng hoảng chính trị luôn xảy ra từ các vấn đề xấu trong nước bị tích tụ, cộng hưởng với các áp lực quốc tế, cùng với những sự tranh giành ảnh hưởng lợi ích của các nước lớn có những quan tâm về địa kinh tế chính trị của họ.

### Nguyên nhân bên trong
Khủng hoảng chính trị với khởi điểm là vấn đề tranh giành quyền lực hay mâu thuẫn giai cấp gắn liền với sự ra đời của nhà nước. Với ý nghĩa đó thì khi chưa có nhà nước hay trong xã hội cộng sản theo lý luận chủ nghĩa Marx sẽ không có chính trị hay chính trị trở nên thừa thãi đồng nghĩa với việc không tồn tại khủng hoảng chính trị.

### Nguyên nhân bên ngoài
Khủng hoảng chính trị cũng có thể bắt nguồn bằng sự can thiệp vào tình hình chính trị nội bộ của một nước vào một nước đối thủ với các biểu hiện can thiệp về quân sự, kinh tế, chính trị, nhân quyền hay bằng các chiến lược diễn biến hòa bình, bạo loạn lật đổ nhằm gây sự lệ thuộc hay xóa bỏ chế độ hiện thời ở một quốc gia nào đó.

### Một số nguyên nhân cụ thể
Qua các cuộc khủng hoảng chính trị trên thế giới cho thấy có những bài học chung về nguyên nhân như sau:
Chính quyền đi ngược lại mong muốn về lợi ích của nhân dân và quay lưng với tiến trình văn minh thể chế, tự đóng lại những cơ hội của đất nước.
Khước từ sự dân chủ xã hội thực sự, đi đến tập trung quá mức quyền lực vào tay một hay một nhóm người dễ dẫn đến sự  “biến dị của độc tài”.
Hệ thống chính quyền bị mất lòng tin do lãnh đạo nhà nước yếu kém, suy thoái bởi các nhóm lợi ích nhũng loạn và đục khoét tài sản quốc gia.
Dẹp biểu tình bằng những phương pháp vi hiến sai trái, sử dụng côn đồ, đặc biệt là dùng lực lượng vũ trang bắn vào nhân dân của mình.
Đối đầu và gây mâu thuẫn sâu sắc với các nước khác trên thế giới để sa vào những cuộc cấm vận kinh tế ngoại giao, không dễ tháo nút.

## Hậu quả
Các cuộc khủng hoảng chính trị với nguồn gốc nội tại của một quốc gia thì khủng hoảng chính trị có thể là nền tảng để giải quyết các mâu thuẫn giai cấp mà mục tiêu cao nhất là thủ tiêu bộ máy nhà nước cũ, thiết lập nền chuyên chính mới và sử dụng chuyên chính đó để xây dựng xã hội mới. Điều đó khiến cho kết quả cuối cùng là có thể lập nên được một thể chế tốt hơn hay là sự thống nhất chính trị.
Với các cuộc khủng hoảng chính trị khởi nguồn có dấu hiệu can thiệp từ bên ngoài thì mục tiêu thường là khiến đất nước thù địch diễn ra cảnh hỗn loạn, mất ổn định, làm đổ vỡ nền kinh tế, làm cho quốc gia thù địch đó luôn trong tình trạng bất ổn, hay phụ thuộc vào quốc gia can thiệp.
Kịch bản có thể có sau khủng hoảng chính trị:
- Những bất ổn mọi mặt về an ninh, kinh tế xã hội kéo dài…có thể lây truyền, kéo đất nước xuống sâu tăm tối, loạn lạc, đặc biệt khi trong lòng nó chưa sẵn có những lực lượng xã hội chính danh có tính tổ chức cao với cương lĩnh tiến bộ và đủ uy tín rộng rãi hòng có thể kịp thời đứng lên phất cờ góp phần quan trọng chấn chỉnh và xây dựng mới tốt hơn.
- Rơi vào ảnh hưởng có tính chi phối của một quốc gia nào đó mà trở thành: mặt trận, vùng đệm, quân cờ, lực lượng, thế trận. Do họ bị giật dây bởi sức mạnh quyền lực mềm, những cương tỏa về chính trị và kinh tế mang tính “nô dịch” của thời đại “đế quốc mềm”. Điều này sẽ khó gỡ và nguy hiểm hơn nhiều so với tình cảnh thuộc địa cổ điển.
- Một chính quyền mới rồi sẽ phải ra đời, với những sửa đổi hiến pháp, cải cách kinh tế xã hội toàn diện với những cam kết rõ ràng mạnh mẽ với nhân dân và quốc tế. Nhưng nói chung sẽ rất yếu đuối và tự phân thân khi phải nhận rất nhiều sự trợ giúp của nhiều nước khác…Những lĩnh vực kinh tế cốt lõi của đất nước sẽ tuột khỏi tay doanh nghiệp trong nước.

## Khủng hoảng chính trị ở một số nước

### Mỹ
Nguồn gốc của cuộc khủng hoảng chính trị hiện nay ở Mỹ có từ ít nhất là 2 thập niên trước.
Sự phân cực chính trị bắt đầu mạnh lên đáng kể trong những năm đầu đến giữa những năm 1990 sau khi ứng viên đảng Dân chủ Bill Clinton đắc cử tổng thống. Đảng Cộng hòa nắm quyền kiểm soát cả hai viện Quốc hội vào năm 1994 lần đầu tiên trong 40 năm. Những bất đồng trong vấn đề chi tiêu và vai trò của chính phủ đã khiến chính phủ phải ngừng hoạt động 2 lần.
Cuộc bầu cử tổng thống gây tranh cãi gay gắt năm 2000 mà George W. Bush đắc cử cũng làm trầm trọng thêm chia rẽ phe phái chính trị.
Giáo sư Larry Sabato thuộc Đại học Virginia cho biết sự phân hóa sâu sắc đảng phái chính trị bắt đầu từ nhiệm kỳ thứ hai của Tổng thống Bush. Ông nhận định: "Chắc chắn sự phân hóa lần đầu tiên tăng lên dưới thời Tổng thống Bush vì cuộc chiến Iraq và cách thức ông ta xử lý trận bão Katrina. Sự phân hóa này tăng nhanh khi Tổng thống Obama đắc cử."
Sự chia rẽ đảng phái trở nên lớn hơn khi Tổng thống Barack Obama thúc đẩy Quốc hội thông qua luật cải tổ chăm sóc y tế mang tính bước ngoặt vào năm 2010 mà không có lá phiếu nào của phe Cộng hòa. Sự kiện này góp phần làm nổi lên những nhóm bảo thủ Tea Party khắp nước, một nhóm bỏ phiếu quan trọng trong nội bộ đảng Cộng hòa. Luật chăm sóc sức khỏe, còn được gọi là Obamacare, là trung tâm của vụ tranh cãi giữa Tòa Bạch Ốc và Quốc hội làm chính phủ ngưng hoạt động. Phe Cộng hòa đã nhiều lần nỗ lực hoặc rút ngân quỹ hoặc trì hoãn thực thi bộ luật này. Tổng thống Obama tin rằng bộ luật là thành tích nổi bật trong nhiệm kỳ tổng thống của ông. Với sự hỗ trợ của phe Dân chủ ở Quốc hội, ông chống lại bất cứ nỗ lực nào nhằm ngăn chặn hay trì hoãn luật đó.
Trung tâm của cuộc tranh cãi về Obamacare là những ý kiến đối chọi nhau về vai trò của chính phủ, theo chuyên gia Peter Brown của tổ chức thăm dò dư luận Quinnipiac. Ông phân tích: "Phe Cộng hòa muốn chính phủ nhỏ hơn và chi tiêu ít hơn và do đó chống đối Obamacare. Phe Dân chủ nhìn chung có khuynh hướng ủng hộ chính phủ giải quyết vấn đề và họ thấy Obamacare là điều nên làm để cải thiện vấn đề chăm sóc y tế". Một nhóm những dân biểu Cộng hòa bảo thủ trong Hạ viện dẫn đầu nỗ lực chống đối luật chăm sóc y tế. Nhiều người trong số họ dựa vào sự ủng hộ mạnh mẽ của những người hay tổ chức hoạt động của phong trào Tea Party.

### Libya
Bắt nguồn từ các cuộc biểu tình chống chính phủ từ ngày 15 tháng 2 năm 2011. Bất ổn này lây lan từ các sự kiện ở các nước láng giềng Ai Cập và Tunisia, góp phần vào một loạt các cuộc biểu tình tại thế giới Ả Rập.
Một số nhà ngoại giao Libya đã từ chức trước sức ép của các cuộc biểu tình trong khi những người khác đã xin tách khỏi Gaddafi và chính phủ của ông ta. Họ tuyên bố chế độ hiện hành của Gaddafi là "bất hợp pháp" và cáo buộc ông "tội diệt chủng" và "tội ác chống nhân loại" trong các cuộc tấn công của ông chống lại các phe phái khác và một bộ phận người dân Libya. Trong đó NATO là tổ chức giúp Hội đồng chuyển tiếp Libya lật đổ chính quyền ông Gaddafi và đã hoàn thành nhiệm vụ, thực hiện rút quân vào ngày 31 tháng 10 năm 2011.
Gaddafi đã cáo buộc rằng phe nổi dậy bao gồm những kẻ đã bị ảnh hưởng bởi các chất ma túy gây hoang tưởng có trong sữa, cà phê, Nescafé, và rượu. Ông ta cũng cho rằng Bin Laden và Al-Qaeda đã phân phát các thứ ma túy gây hoang tưởng này.
Nhiều quốc gia đã lên án chính phủ của Gaddafi vì đã sử dụng bạo lực chống lại người biểu tình và giết chết hàng trăm người Libya. Hoa Kỳ đã áp đặt lệnh trừng phạt đối với Gaddafi. Hội đồng Bảo an Liên hợp quốc đã thông qua một nghị quyết phong tỏa tài sản của Gaddafi, con trai và con gái của ông, cùng 10 thành viên thân cận của ông ta. Nghị quyết cũng áp đặt lệnh cấm đi lại đối với những người này.
Tuy nhiên một số chính phủ cánh tả ở Mỹ Latinh lại thể hiện sự ủng hộ cho Gaddafi. Tổng thống Venezuela Hugo Chavez ủng hộ chính phủ Libya với lý do ông nghi ngờ các báo cáo của phương tiện truyền thông. Bộ trưởng ngoại giao Venezuela Nicolás Maduro tin rằng một số nước phương Tây đang âm mưu phá vỡ chính phủ Libya. Quan điểm này được lặp lại bởi tổng thống cánh tả Nicaragua Daniel Ortega và cựu lãnh đạo đảng Cộng sản Cuba Fidel Castro. Những chính phủ cánh tả này và những nhà lãnh đạo của họ (như Ortega và Chavez) đã bị phê phán do ủng hộ Gaddafi.

### Ukraine
Năm 2004, Thủ tướng Viktor Yanukovich đắc cử Tổng thống qua một cuộc bầu cử được xem là có nhiều sắp xếp trước. Quần chúng quay sang ủng hộ ứng cử viên đối lập Viktor Yushchenko và cuộc cách mạng ôn hòa được gọi là Cách mạng màu Da Cam diễn ra, Yushchenko trở thành Tổng thống và bà Yulia Tymoshenko là Thủ tướng. Năm 2006, Yanukovich trở lại quyền lực ở vị trí Thủ tướng trong Liên Minh Đoàn Kết Quốc gia và đắc cử Tổng thống năm 2010 với 48% phiếu cử tri. Đất nước này có hai vùng dân tộc khác nhau và xu hướng chính trị khác nhau. Vùng phía Tây, dân chúng nói tiếng Ukraine, Ba Lan, Đức trong khi vùng phía Đông và Đông Nam dân chúng nói tiếng Nga. Yanukovich được sự ủng hộ mạnh mẽ của dân Ukraine nói tiếng Nga và có khuynh hướng thân thiện với Nga trong khi dân chúng vùng phía Tây  thiên về phía Âu Châu.
Về tính hợp hiến của chính quyền, do sự phân hoá Đông-Tây rất rõ rệt nên không một thế hệ cầm quyền nào ở Ukraine nhận được sự ủng hộ tuyệt đối của người dân. Việc người của khu vực nào lên lãnh đạo đất nước phụ thuộc vào sự thắng thế của khu vực đó chứ không phải sự lựa chọn của toàn dân.
Nói cách khác, không một đường lối đối lãnh đạo nào đáp ứng được cùng lúc nguyện vọng của người dân ở cả hai miền. Do vậy cho dù Tổng thống Ucraine Yanukovich quyết định dừng hội nhập với EU hay tham gia Liên minh hải quan với Nga, Belarus và Kazakhstan đều dẫn đến một kịch bản như hiện nay.
Sự can thiệp từ bên ngoài, có thể nói phương tây đã rất khôn ngoan trong việc  đưa Tổng thống Yanukovich vào cái bẫy hiện nay. EU ra sức mời gọi Ukraine tham gia hội nhập châu Âu nhằm tạo ra tâm lý kỳ vọng, thậm chí là huyễn hoặc trong người dân các tỉnh phía Tây, nhất là giới trẻ Ukraine về một cuộc sống châu Âu văn minh và phồn thịnh song lại đưa ra những ràng buộc rất bất lợi, trong đó có những hậu quả kinh tế nhãn tiền và việc phóng thích bà cựu Thủ tướng Yulia Timoshenko, khiến ông Yanukovic không thể đặt bút ký.
Vì vậy, quyết định dừng hội nhập của ông Yanukovic ở hội nghị thượng đỉnh Vilnius vừa qua chỉ có thể được xem là thất bại chiến thuật của EU trước Nga ở “hiệp một” song lại mở ra khả năng giành chiến thắng chiến lược của EU ở “hiệp hai” này. Kết cục của trận đấu như thế nào phụ thuộc vào các bước đi sắp tới của Nga và EU. Tuy nhiên cho đến lúc này người ta mới chỉ thấy sự can thiệp lộ liễu của phương Tây mà chưa được chứng kiến những “đòn” đáp trả từ Điện Kremlin. Có thông tin cho rằng sau khi tổ chức xong Thế vận hội thể thao mùa Đông tại Sochi, Nga sẽ quyết liệt vào cuộc.
Ở một phương diện khác, một số nhà phân tích lại cho rằng Nga đã có sự can thiệp song tế nhị và kín đáo hơn so với phương Tây. Việc Nga cho Ukraine vay 15 tỷ USD tín dụng, chấp nhận bán khí đốt với giá ưu đãi và đề nghị thành lập một số dự án liên doanh trong lĩnh vực vận chuyển khí đốt, chế tạo máy bay, luyện kim, năng lượng hạt nhân… chính là một cách can thiệp để giữ Ukraine không ngả về châu Âu.
Về mặt chiến lược có thể coi đây là cái “bẫy” của Điện Kremlin, bởi khi tham gia các dự án này với Nga thì Ukraine mặc nhiên vi phạm các điều kiện tiên quyết mà EU đưa ra.